# ヨハン7世 (メクレンブルク公)
ヨハン7世（Johann VII., 1558年3月7日 - 1592年3月22日）は、メクレンブルク＝シュヴェリーン公（在位：1576年 - 1592年）。

## 生涯
ヨハンは、メクレンブルク＝ギュストロー公およびシュヴェリーン公ヨハン・アルブレヒト1世（1525年 - 1576年）とその妃アンナ・ゾフィー・フォン・プロイセン（1527年 - 1591年）の息子である。父ヨハン・アルブレヒト1世が亡くなったとき、ヨハンは18歳であった。その後9年間ヨハンの名の下で統治する摂政議会がつくられた。
摂政議会は1585年に領土の統治をヨハンに引き渡した。ヨハンはすぐに、巨額の借金や叔父のクリストファーによる領土の要求などの問題に直面したが、これらに対応する準備が整っていなかった。叔父クリストファーと激しい口論の末、ヨハンは自殺した。
自殺者を教会内に埋葬することはできなかったため、シュヴェリーン出身の2人の女性と悪魔との契約により、ヨハンが悪魔に殺されたとする物語がでっち上げられた。女性2人が捕らえられて尋問され、カタリーナ・ヴァンケルムートは火あぶりの刑に処され、マグダレナ・ルキッツは拷問により死亡した。2人の女性が魔女として糾弾されたことにより、ヨハンはシュヴェリーン大聖堂に埋葬された。

## 結婚と子女
1588年2月17日、ヨハンはホルシュタイン＝ゴットルプ公アドルフとその妃クリスティーネ・フォン・ヘッセンの娘ゾフィー（1569年6月1日 - 1634年11月14日）と結婚し、3子が生まれた。
- アドルフ・フリードリヒ1世（1588年 - 1658年） - メクレンブルク＝シュヴェリーン公
- ヨハン・アルブレヒト2世（1590年 - 1636年） - メクレンブルク＝ギュストロー公
- アンナ・ゾフィー（1591年9月19日 - 1648年2月11日）